# 溪厝村 (嘉義縣)
23°29′45″N 120°16′24″E / 23.49583°N 120.27333°E
溪厝村位於臺灣嘉義縣六腳鄉中部偏南，比鄰朴子溪北岸，因日治時期河川氾濫而多次移居而成。曾為日治時期早期抵抗日軍佔領的集結地之一。轄下有12個鄰、約265戶，人口約有691人。

## 地理
位於嘉南平原朴子溪北側，村莊範圍瀕臨河岸，得地名為「溪墘厝」。今日溪厝村區域以南臨朴子溪、北邊以中溝排水線為範圍。 日治時期因朴子溪曾於1918年、1933年有大規模氾濫，不適居住，瀕臨河岸的「十八戶仔」聚落居民，與其他朴子溪畔居民移住比鄰的朴子市「新吉庄」(日治時期地名，原意為閩南語的『新(sin)結(kiat)庄(tsng)』，今日朴子市德興里範圍)。 嘉南大圳於日治時期(1895-1943年))末期落成後，易受水患波及的居民又經搬遷至目前較遠離河邊的嘉50縣道旁，形成目前的聚落樣貌。

## 聚落歷史
聚落沿朴子溪建立，於1651年(荷據時期)由福建省泉州府南安的侯定一族於此墾殖，在1851年(咸豐1年)侯姓家族籌建庄廟(德龍宮)的紀錄。詹姓居民則集中於今日溪厝村主要的街區。
甲午戰後(1895)以經營糖廍為業的侯西庚(1858-1904)，組織溪厝村附近民眾抵抗日軍接收。主要作戰區域為今日布袋鎮布袋嘴區域及東石鄉，因居民善用海邊累積蚵殼堆作為戰鬥掩護，稱為「蚵殼城之役」(1895年10月12日至14日)。戰役失敗後地方居民潰逃，侯西庚流亡福建省廈門，晚年回鄉居住。其子侯江也受日治時期政治所累，需佯裝癲狂以免被日治時期逮捕。

## 教育
本區域未曾有過官方設立的教育設施，目前為蒜頭國民小學及六嘉國民中學的學區範圍內。

## 文化資源
本地以民間信仰的文化資源為主：
- 慈聖宮[3]：主神為天上聖母。建立於1999年。
- 德龍宮[4]：主神為刑府千歲。建立於1851年(咸豐1年)，1907年(明治40年)、1964年曾部分修葺。
- 龍旨宮[5]：主神為關聖帝君。建立於1931年(昭和6年)，為新港鄉南港村水仙宮的分靈廟宇。